# 22-я отдельная механизированная бригада
22-я отдельная механизированная бригада (укр. 22-га окрема механізована бригада) (сокр. 22 ОМБр, в/ч A4718) — тактическое соединение Сухопутных сил Украины.

## История
Бригада сформирована вновь (после роспуска в 2003 году) в начале 2023 года в рамках подготовки к контрнаступлению Украины, в подготовке бригады принимали участие инструкторы из стран НАТО. Летом 2023 года бригада действовала к югу от Бахмута, полученные ей мостоукладчики Biber позволяли технике бригады преодолевать многочисленные ручьи и каналы, которые характерны для географии этого региона.
17 июня 2024 года бригада смогла впервые захватить в рабочем состоянии российский «танк-черепаху» — танк Т-62, оборудованный массивными дополнительными конструкциями для защиты от FPV-дронов.
С 6 августа 2024 года бригада принимает участие в наступлении ВСУ в Курской области.

## Вооружение
Вооружена различными танками на базе Т-72: советскими Т-72 «Урал», украинскими Т-72 АМТ, чешскими Т-72EA, польскими PT-91, а также БМП-1, колёсными БМП Rosomak, САУ 2С1 «Гвоздика» и 2С3 «Акация», РСЗО БМ-21 «Град», зенитными установками ЗУ-23-4, а также немецкими мостоукладчиками Biber на базе танка «Леопард-1».

## Потери
9 июля 2023 года бригада понесла первые потери среди своих танков: были повреждены и оставлены экипажами один PT-91 и один Т-72EA.